# 추 (시호)
추(醜)는 동아시아의 시호이다. 악시로, '권세를 믿고 방자하게 구는 것'(怙威肆行)을 뜻한다.

## 공
- 산도추공(山都醜公) 왕개

## 후
- 추후 오질[1]

## 기타
- 백민중